# Брук Кенді
Брук Даян Кенді (англ. Brooke Dyan Candy; нар. 20 липня 1989) — американська реперка, співачка, авторка пісень, тату-майстер, режисерка, модель і модна стилістка. Здобула популярність після того, як знялася в музичному відео Grimes на трек «Genesis» (2012), яке стало вірусним. Після цього Кенді стала відомою на андеграундній сцені, випускаючи власний матеріал. У 2014 році підписала контракт з RCA і 6 травня 2014 року випустила дебютний сингл на мейджор-лейблі «Opulence» з однойменним EP. Пізніше приєдналася до Columbia Велика Британія. Обидва лейбли є підрозділами Sony Music. Кенді покинула лейбли у 2017 році. Протягом 2017 і 2018 років гастролювала разом з Charli XCX і Ліззо, також була хедлайнером власного туру, Тур Tie Me Up (2018) в Азії. Кенді випустила перший повноформатний альбом Sexorcism у 2019 році.
Музику Кенді описували як електропоп, попреп і навіть поппанк, тоді як її ранні роботи, позначали як «клубний реп» та кіберпанк.

## Ранні роки
Брук Кенді народилася в Окснарді, Каліфорнія, виросла в передмісті Лос-Анджелеса Агура-Гіллз і має італійське та єврейське коріння. Її батьки розлучилися, коли їй було вісім років. Батько Брук — Том Кенді, колишній фінансовий директор журналу Hustler, мати — дитяча медсестра.

## Кар'єра

### 2011—2013: Початок творчості
Брук деякий прожила в машині, працюючи стриптизеркою в клубі для дорослих Seventh Veil у Голлівуді. Працюючи стажером, Кенді зв'язалася з Ларрі Флінтом, шукаючи роботу фотографа в Hustler. Згодом Флінт найняв її як стиліста для вітрин магазинів Hustler. Кенді описала роботу як «одягати манекенів розпусно». Протягом 2012 та 2013 років Кенді самостійно випустила перші три відео на пісні «Das Me», «Everybody Does» і «I Wanna Fuck Right Now» на YouTube. У серпні 2012 року вона знялася в музичному відео на сингл Grimes «Genesis». Перший запис Кенді на мейджор-лейблі відбувся, коли вона з'явилася на треку «Cloud Aura» на дебютному альбомі Charli XCX True Romance, з якою її познайомила Азілія Бенкс.

### 2014—2017: Прорив та релізи для великих лейблів
Наприкінці 2013 року Кенді привернула увагу співачки та автора пісень Sia, і з нею зв'язалися через Instagram з метою написати для неї одну пісню. Зрештою Sia стала виконавчим продюсером дебютного EP Кенді, допомігши їй отримати контракт на звукозапис. У лютому 2014 року Кенді підписала контракт з RCA Records. «Opulence», написаний у співавторстві з Sia та спродюсований Diplo, був її першим синглом з лейблом. Перший сингл був виконаний 3 квітня 2014 року на дебютному показі Нікола Формічетті у Венеції. Пізніше він був випущений 22 квітня 2014 року разом із прем'єрою офіційного музичного відео, знятого Стівеном Кляйном і стилізованим Формічетті. Відео досліджує тему «виродків», концепцію, яку задумали Кенді та Формічетті в драг-барі в Токіо. У ньому представлені трансгендерні жінки, трансгендери та геї, які дружать з Кенді. «Ми всі виродки та ізгої, і це було покликане надати їм більше можливостей», — сказала Кенді. Дебютний EP Opulence із заголовною композицією вийшов 6 травня 2014 року. EP загалом був схвалений критиками.
Дебютний альбом Кенді мав називатися Daddy Issues, виконавчим продюсером його була Sia, яка також була автором пісень на платівці. Sia написала щонайменше дві пісні для альбому, одна з яких — майбутній сингл «Living Out Loud», на якому вона виступає сама.
У серпні 2015 року Брук Кенді співпрацювала з MAC Cosmetics у створенні лінійки косметичних засобів. Пісня під назвою «Rubber Band Stacks» була випущена як сингл. Прем'єра музичного відео, знятого Коді Крічело відбулася 17 серпня. Пісня була випущена 13 серпня 2015 року і представлена у відеогрі Madden NFL 16.
Кенді оголосила про вихід синглу «Happy Days» 25 січня 2016 року, опублікувавши кадри музичного відео в Instagram. 29 січня 2016 року Брук Кенді випустила новий сингл. Пісня помітно відрізнялася від попереднього матеріалу, оскільки почала розвивати більш поп-дружнє звучання, описане як «похмурий електропоп». «Happy Days» отримав переважно позитивну відповідь від музичних критиків.
13 травня вийшла пісня під назвою «Changes», яка використовувалася для реклами другої лінії макіяжу з MAC від Кенді. 2 червня на Hunger TV відбулася прем'єра нового треку під назвою «Nasty» разом із музичним відео. 7 липня був випущений ще один сингл під назвою «Paper or Plastic». Пісня отримала неоднозначні відгуки, багато хто коментував, що пісня не схожа на попередній матеріал, оскільки Кенді не читає реп під час пісні, а замість цього співає куплети.
Кенді випустила 16 грудня 2016 року ремікс на раніше невидану пісню «Living Out Loud», у якій брала участь Sia. Оригінальна версія пісні випущена 3 лютого 2017 року. Того ж дня, коли пісня була випущена, RCA оголосили, що альбом планується випустити навесні 2017 року.

### 2017–дотепер: Незалежна кар'єра та Sexorcism
У 2017 році випуск Daddy Issues був скасований після того, як Кенді залишила RCA. У січні того ж року Кенді знялася в модному фільмі режисерів Грейсі Отто і Томаса Керра під назвою Candy Crush. Протягом червня 2017 року вона гастролювала як бек-артистка з Ліззо і виступала на LA Pride. Того ж місяця Кенді розповіла журналу Bullett про свій досвід роботи з RCA Records, заявивши: «Мені здається, що у мене був дивний збій матриці протягом останніх трьох або чотирьох років, але я, нарешті, вийшла із нього». Також вона сказала, що ніколи не хотіла створювати попмузику — це просто здавалося чудовою можливістю побудувати величезну платформу для поширення свідомого позитивного повідомлення серед молодих дівчат і квір-спільноти. Кенді також підтвердила, що працює над записом EP, який вийде влітку 2017 року. В іншому інтерв'ю вона заявила, що пісні були власністю Sony, тому після розриву з лейблом альбом остаточно скасований, а EP вийде з повністю новими оригінальними піснями. 7 липня 2017 року відбулася прем'єра кліпу на сингл «Volcano». Пісню написали сама Кенді, продюсер Корі Енемі, Sia та Джессі Сент-Джоном.
14 березня 2018 року Кенді випустила «For Free» як рекламний сингл лише для Німеччини. Це було показано в епізоді німецької Next Top Model «Hip-Hop Edition», де Кенді з'явилася і відбулися зйомки музичного відео. Потім 18 травня 2018 року вийшов сингл під назвою «War». Наступний сингл «My Sex» за участю Pussy Riot, MNDR і Міккі Бланко випущений 17 серпня 2018 року разом з анімаційним відеокліпом, знятим шведським художником Pastelae та знятим у співпраці з ManyVids. Пісня була написана у співавторстві з Charli XCX, а також спродюсована MNDR та Wade, з продюсуванням Trapchat. Кенді також працювала з Pornhub як співрежисер еротичного фільму під назвою «Я люблю тебе», який вийшов на екрани 29 серпня 2018 року.
7 листопада 2018 року Кенді заявила, що випустити перший повноформатний альбом все ще є можливість. 16 листопада вийшов сингл під назвою «Nuts» за участю американського автора пісень і репера Lil Aaron. 12 грудня 2018 року вийшов спільний сингл разом із продюсерською командою Ojivolta під назвою «Oomph». Музичний кліп, знятий самою Кенді, випущений того ж дня. 25 грудня 2018 вийшла збірка невипущених треків для безплатного скачування. Вона включала демо-версію синглу 2017 року «Volcano», а також співпрацю з SOPHIE, Lakewet, Cory Enemy та Count Mack. Після турне по Азії 4 січня 2019 року на Noisey відбулася прем'єра документального фільму про турне режисера Такахіро Нішікави, Tokyo Tour Diary.
10 січня 2019 року Кенді підтвердила, що щойно завершила дебютний альбом. Вона записала його в Лондоні з англійським продюсером, співаком і автором пісень Оскаром Шеллером разом з лондонським американським репером Ashnikko. Кенді підтвердила, що альбом має назву Sexorcism і що перший сингл має назву «Happy». Сингл був випущений 29 березня 2019 року разом з офіційним музичним відео. Композиція розкриває такі теми, як психічне здоров'я та особистість, і була описана як «одна з найбільш особистих робіт на сьогодні».
Альбом був заявлений для попереднього випуску у вересні 2019 року через видавництво NUXXE музиканта і продюсера Sega Bodega. Другий сингл «XXXTC» за участю Charli XCX і Maliibu Miitch випущений 2 липня 2019 року, а музичне відео — 23 липня. 25 жовтня 2019 року випущено ще два сингли «Drip» за участю Еріки Джейн та «FMU» за участю Ріко Насті. Кенді вирушила в тур Sexorcism для просування альбому.
У листопаді 2021 року вона заявила в інтерв'ю Inked, що почала робити татуювання під час пандемії й відтоді стала тату-майстром. Кенді також розповіла, що працювала над другим студійним альбомом у Лондоні, який вона описала як «більш поп і легкозасвоюваний».

## Особисте життя
Кенді відкрита пансексуалка і називає Ліл Кім джерелом натхнення у репі та нешанобливому іміджі. Вона також висловлює сильні феміністичні ідеали. У Кенді є кілька татуювань, у тому числі ім'я «Готті», витатуйоване на внутрішній стороні її передпліччя на честь Джона Готті, на честь якого вона також назвала своє цуценя. Вона є непохитним і активним прихильником легалізації секс-бізнесу та законного вживання марихуани.
Образ Кенді дуже сексуалізований. «Вони сказали мені не робити щось настільки сексуальне», — сказала вона нью-йоркському письменнику Крістоферу Глазеку, згадуючи розмову зі своїми керівниками звукозапису про музичне відео на її пісню «I Wanna Fuck Right Now».

## Дискографія

### Студійні альбоми
- Sexorcism (2019)

### Мікстейпи
- The Mixtape (2013)

### Мініальбоми
- Opulence (2014)